# 坎卡沃利
坎卡沃利（Kankavli），是印度马哈拉施特拉邦辛杜杜尔格县的一个城镇。总人口14725（2001年）。

## 人口
该地2001年总人口14725人，其中男性7614人，女性7111人；0—6岁人口1695人，其中男902人，女793人；识字率76.99%，其中男性为79.37%，女性为74.45%。